# Limerence

Psyché oživená Kupidovým polibkem

Limerence je stav mysli, který vychází z romantické přitažlivosti k druhé osobě a obvykle zahrnuje obsedantní myšlenky a představy a touhu utvořit nebo udržet vztah se svým objektem lásky a mít city opětované.

## Původ a význam pojmu
Výraz limerence vymyslela americká psycholožka Dorothy Tennov, když o ní v roce 1979 psala knihu Love and Limerence: The Experience of being in love (Láska a limerence: Zážitek zamilovanosti), v níž popsala pojem, který se vyvinul z jejích výzkumů z 60. let, kdy uskutečnila s více než 500 lidmi, kteří se popsali jako „bláznivě zamilovaní“, rozhovory o lásce.
Limerence není výhradně sexuální záležitost a je spojována s teorií citové vazby. Je popisována jako „nedobrovolný potenciálně inspirativní stav zbožňování a citové vazby k objektu limerence (anglicky limerent object, zkráceně LO), zahrnující rušivé a obsedantní myšlenky, pocity a chování od euforie k zoufalství, závislé na vnímané emoční reciprocitě (opětování pocitů druhé osoby)“.

## Rozdíl mezi zamilovaností a limerencí
Limerence se zamilovanosti velmi podobá, působí jako zamilovanost, ačkoli se od zamilovanosti liší.
Zamilovaný člověk touží po opětování pocitů po romantické a sexuální stránce. Limerent, tedy osoba prožívající stav limerence, touží po opětování pocitů především po stránce emocionální. To znamená, že touží hlavně po jakékoli pozitivní zpětné vazbě od svého objektu limerence (úsměv, kompliment, podání ruky atp).
Limerent je také velice citově závislý na svém objektu limerence a neustále potřebuje být s ním. Limerence je mnohonásobně intenzivnější než zamilovanost, limerent zažívá všechny pocity extrémně, tudíž i odloučení od LO prožívá mnohem hůře. Trpí silnými pocity deprese, a pokud je LO poblíž, má nutkavou potřebu ho následovat a upoutávat na sebe jeho pozornost. Pokud tak nečiní, zažívá nepříjemné stavy vnitřního neklidu, deprese a úzkosti, které by se daly přirovnat k abstinenčnímu syndromu.
Zamilovanost obvykle netrvá dlouho, ať už jsou city opětovány či nikoli. Limerence má naopak tendenci sílit v nepřízni osudu a může tak trvat i věčnost, pokud city nejsou opětovány nebo dochází k jiným překážkám ve vztahu s LO.